# Dmytro Antonow
Dmytro Ihorowitsch Antonow (ukrainisch Дмитро Ігорович Антонов; * 28. August 1996) ist ein ukrainischer Fußballspieler.

## Karriere
Der Abwehrspieler spielte seit 2009 in der Jugend von Metalist Charkiw. Im März 2015 hatte er sein Debüt für Charkiw in der Premjer-Liha beim Auswärtsspiel gegen Dynamo Kiew. Bei der Dopingkontrolle nach dem Spiel wurde er allerdings positiv auf Metandienon getestet. Im Mai 2015 sperrte der FFU deshalb Antonow für vier Jahre.